# Río Miño
El Miño (Minho en portugués) es un río del noroeste de la península ibérica, que discurre íntegramente por la comunidad autónoma de Galicia —provincias de Lugo, Orense y Pontevedra—, aunque en su tramo final forma la frontera entre España y Portugal antes de desembocar en el océano Atlántico. Tiene una longitud de 315 km y drena una amplia cuenca de 12 486 km². Es el río más largo de Galicia, y el más caudaloso tras recibir las aguas del Sil, más largo y caudaloso que el propio Miño hasta el punto de confluencia, pero pierde en el ángulo que determina cuál es principal. De ahí, el conocido proverbio popular «El Sil lleva el agua y el Miño la fama».

## Etimología
Según E. Bascuas, «Miño», atestiguado en la antigüedad como Minius o Mineus, es una forma de origen paleoeuropeo, derivada de la raíz indoeuropea *mei- 'caminar, ir'. En portugués se lo conoce hoy día con la grafía «Minho».

## Geografía
Nace en el Pedregal de Irimia de la sierra de Meira, a unos 695 m de altitud, en el municipio de Meira, al noreste de la provincia de Lugo y recibe las aguas de diferentes fuentes entre las que se encuentra la laguna de Fonmiñá Pastoriza en la comarca de Tierra Llana, sita en la misma provincia, a 600 m s. n. m., siendo esta el primer afluente de importancia.
Todo su curso alto está declarado Reserva de la Biosfera. El Miño recorre sus primeros cuarenta kilómetros por la meseta de Lugo (comarca de Tierra Llana o Terra Chá), penillanura cuya altitud oscila entre los cuatrocientos cincuenta y los seiscientos cincuenta metros sobre el nivel del mar. Durante todo su recorrido está encajado de forma que su cauce es profundo y ancho y carece de valle aluvial.
Sirve, en sus últimos 76 km, de frontera entre España y Portugal, y desemboca en el océano Atlántico formando un estuario entre La Guardia (Pontevedra) y Caminha. Es navegable en sus últimos 33 km, hasta Tui.
Entre Lugo y Orense, el Miño cuenta con tres embalses (Belesar, Peares, Velle) y entre Orense y la frontera con Portugal con dos embalses más (Castrelo y Frieira).
El Miño pasa por las localidades de Lugo, Puertomarín, Orense, Ribadavia, Francelos, Tuy, Tomiño y La Guardia, entre otras.
Su cauce en su recorrido por España, así como el de sus principales afluentes, los ríos Sil, Neira, Avia, Barbantiño, Búbal y Arnoya, está regulado por la Confederación hidrográfica del Miño-Sil, que también gestiona la parte española de la cuenca del río Limia.

## Medio ambiente
En la cuenca alta del Miño hay varios tipos de ecosistemas acuáticos, típicos de la región bioclimática del Atlántico. Afluentes como el Parga, el Ladra y el Támoga que forman un complejo húmedo característico, formado por una extensa red de canales, lagunas y terrenos inundados a los que están asociadas zonas de pastos y agrícolas, bosques de ribera, turberas y carballeiras (robledales). Esta gran diversidad de hábitat acoge numerosas especies de aves durante el invierno.
El tramo del bajo Miño da lugar a una ría estrecha y con depósitos de sedimentos, por lo que es una importante reserva de marismas y estuarios. Los problemas de conservación a que se ve sometida esta zona son: la alta presión urbana, cinegética y pesquera, y la contaminación generada por los residuos urbanos.
En todo el curso del río se encuentran peces como la trucha (Salmo trutta) y la anguila (Anguilla anguilla); y mamíferos como el desmán ibérico (Galemys pyrenaicus) y la nutria (Lutra lutra).
En el tramo alto se encuentra una vegetación formada por bosques aluviales de alisos (Alnus glutinosa) y fresnos (Fraxinus excelsior), robles (Quercus robur e Quercus pyrenaica) y argañas húmedas atlánticas (Erica ciliaris y Erica tetralix). En relación con la fauna, están presentes numerosas anátidas (Anas platyrhynchos, Anas clypeata ), así como un pequeño núcleo de sisones (Tetrax tetrax). Como poblaciones de especies de peces se encuentran ciprínidos como el cacho (Leuciscus idus), la bermejuela (Achondrostoma arcasii) y la boga (Pseudochondrostoma polylepis). Dentro de los gasterosteidos se encuentra el espinoso (Gasterosteus aculeatus).
El tramo bajo del Miño acoge durante el invierno un gran número de aves acuáticas, tales como el porrón moñudo (Aythya fuligula), el chorlito común (Pluvialis apricaria) y la avefría ( Vanellus vanellus). También existe una gran variedad de peces, entre los que destaca el salmón (que muestra en este río la distribución límite más al sur de toda Europa) y la lamprea marina (Petromyzon marinus), pescada tradicionalmente en estas aguas. Otras especies de peces que se encuentran en este tramo son: el sábalo (Alosa alosa), la saboga (Alosa fallax) y la solla (Pleuronectes platessa).

## Aprovechamiento
El Miño es el más caudaloso de Galicia. Su principal afluente, el Sil, aporta un caudal aún mayor que el del propio río en los límites entre las provincias de Lugo y Orense (Peares, 30 km al noreste de Orense). Existen numerosas presas a lo largo del curso de agua: tres entre Lugo y Orense y dos entre Portugal y España.
Es navegable en sentido transversal y longitudinal en pequeños tramos y en la desembocadura.

## Leyendas, tradiciones y supersticiones
Cuenta la tradición oral que personajes mitológicos gallegos habitaban en la cuenca del Miño, tales como feiticeiras («hechiceras») que vivían en el mismo río, los Xarcos que moraban en pozos situados por toda la cuenca y hombres-pez que eran anfibios con posibilidad de vivir tanto en la tierra como en el agua.
Hay una leyenda que dice que cuando navegabas el Miño por los alrededores de Arbo tenías que llevar una piedra en la boca para impedir que se pudiera hablar durante el trayecto, porque si no las feiticeiras (Hechiceras, magas) se meterían contigo.
En Santa Marta de Ribarteme se realiza una curiosa romería. Consiste en que los que han sido curados por la santa salen en procesión colocados en los ataúdes con los que habrían sido enterrados si no hubiera intercedido la santa.
Cuando los romanos llegaron a la Península pensaban que el Miño era un río «embrujado». Creían que tras él, escondido entre la niebla, estaba el «final de la Tierra» (finis terrae), un enorme acantilado que les mandaría al vacío.